# 시노비 (시리즈)
《시노비》(일본어: 忍, Shinobi)는 일본의 개발사 세가가 제작한 일련의 액션 비디오 게임 시리즈이다. 제목 그대로 시노비, 즉 닌자를 조종하며 적을 격퇴하는 것이 주된 내용이다. 1987년 11월 아케이드로 발매된 《시노비》부터 시작해 메가 드라이브, 게임 기어, 플레이스테이션 2 등 수많은 플랫폼에 걸쳐 2011년의 《시노비 3D》까지 총 열두 작품이 제작됐다.
시리즈 주인공은 작품마다 다르나, 《시노비》 시리즈를 대표하는 인물은 여러 게임에서 활약한 최강의 닌자 조 무사시이다. 대개 일본이나 전세계를 위협하는 단체가 나타날 때마다 돌연 나타나 전멸시키고 사라지는 이야기가 전개된다. 1980년대 이후 알렉스 키드나 소닉 더 헤지호그와 함께 세가를 대표하는 캐릭터로 꿰찬 바 있다. 2011년까지 시리즈를 통틀어 약 460만 장의 판매량을 기록했다.

## 게임 목록
- 《시노비》 (1987)
- 《섀도 댄서》 (1989)
- 《더 슈퍼 시노비》 (1989)
- 《섀도 댄서: 더 시크릿 오브 시노비》 (1990)
- 《더 사이버 시노비》 (1990)
- 《더 GG 시노비》 (1991)
- 《더 GG 시노비 II》 (1992)
- 《더 슈퍼 시노비 II》 (1993)
- 《신 시노비전》 (1995)
- 《시노비》 (2002)
- 《시노비의 복수》 (2002)
- 《쿠노이치》 (2003)
- 《시노비 3D》 (2011)